# Gérard Rousset (escrime)
Pour les articles homonymes, voir Gérard Rousset.
Gérard Rousset, né le 9 avril 1921 à Valence et mort le 3 février 2000 à Vesoul, est un escrimeur français pratiquant l'épée. 

## Carrière
Il participe aux Jeux olympiques d'été de 1952 à Helsinki à l'épreuve d'épée par équipes, sans obtenir de médaille. 
Il remporte la médaille d'argent à l'épée par équipes aux championnats du monde de 1953 à Bruxelles. 